# ونوشا آر۵۰
ونوشا آر۵۰ یک هاچ‌بک ساب کامپکت است که از سال ۲۰۱۲ تا ۲۰۱۶ توسط سازنده چینی ونوشا تولید می‌شد. ونوشا آر۵۰ بر اساس نسل اول نیسان تیدا طراحی شده‌است.

## بررسی اجمالی

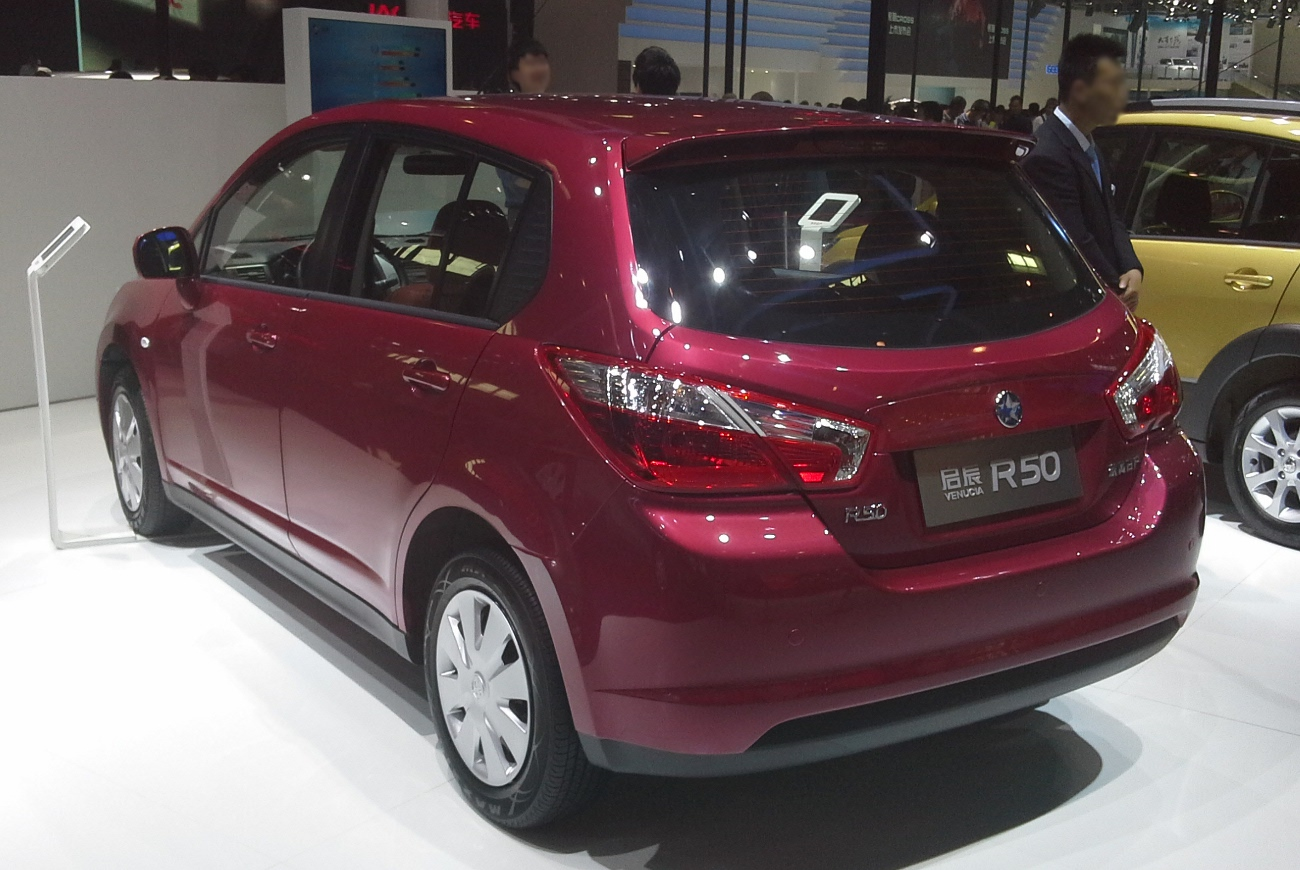
آر ۵۰

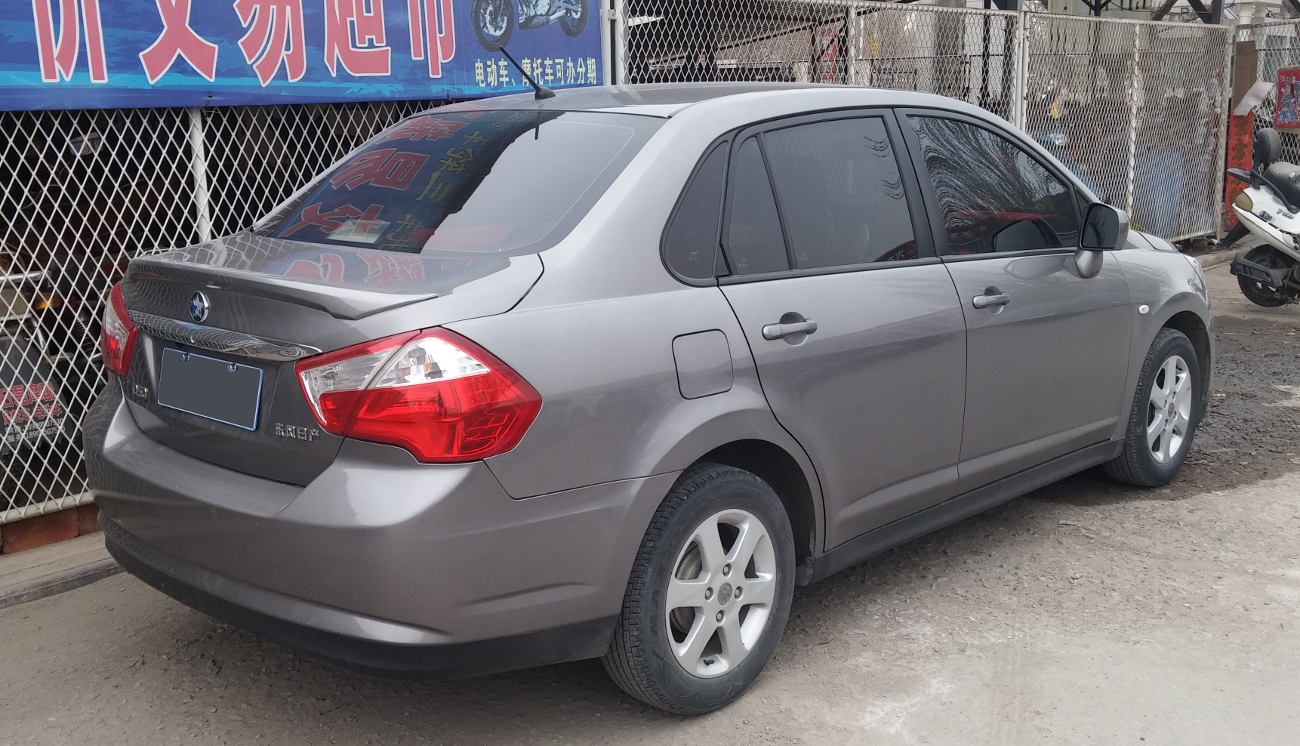
دی ۵۰

- ونوشا دی۵۰ نسخه سدان این خودرو است که در ماه مه ۲۰۱۲ به عنوان اولین محصول ونوشا در بازار خودروهای چین عرضه شد.

ونوشا آر۵۰ با پیشرانه ۱٫۶ لیتری ۱۱۶ اسب بخار و ۱۵۳ نیوتن متر با گزینه جعبه دنده ۴ سرعته اتوماتیک یا ۵ سرعته دستی تولید می‌شد.

## آر۵۰ ایکس
ونوشا آر۵۰ ایکس در سال ۲۰۱۳ با قیمت‌های ۷۹۸۰۰ یوان تا ۹۱٬۸۰۰ یوان به بازار راه یافت. آر۵۰ ایکس نمونه کراس اوور آر۵۰ است.

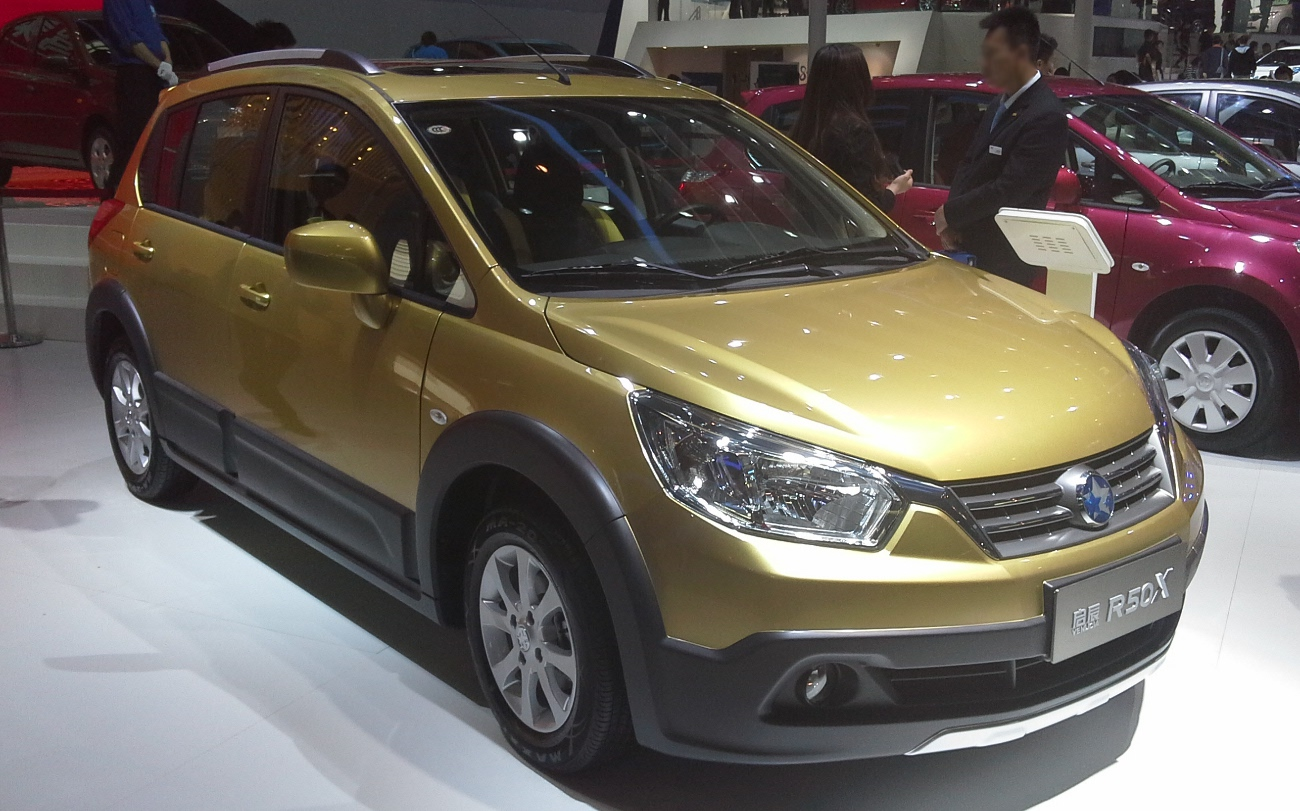
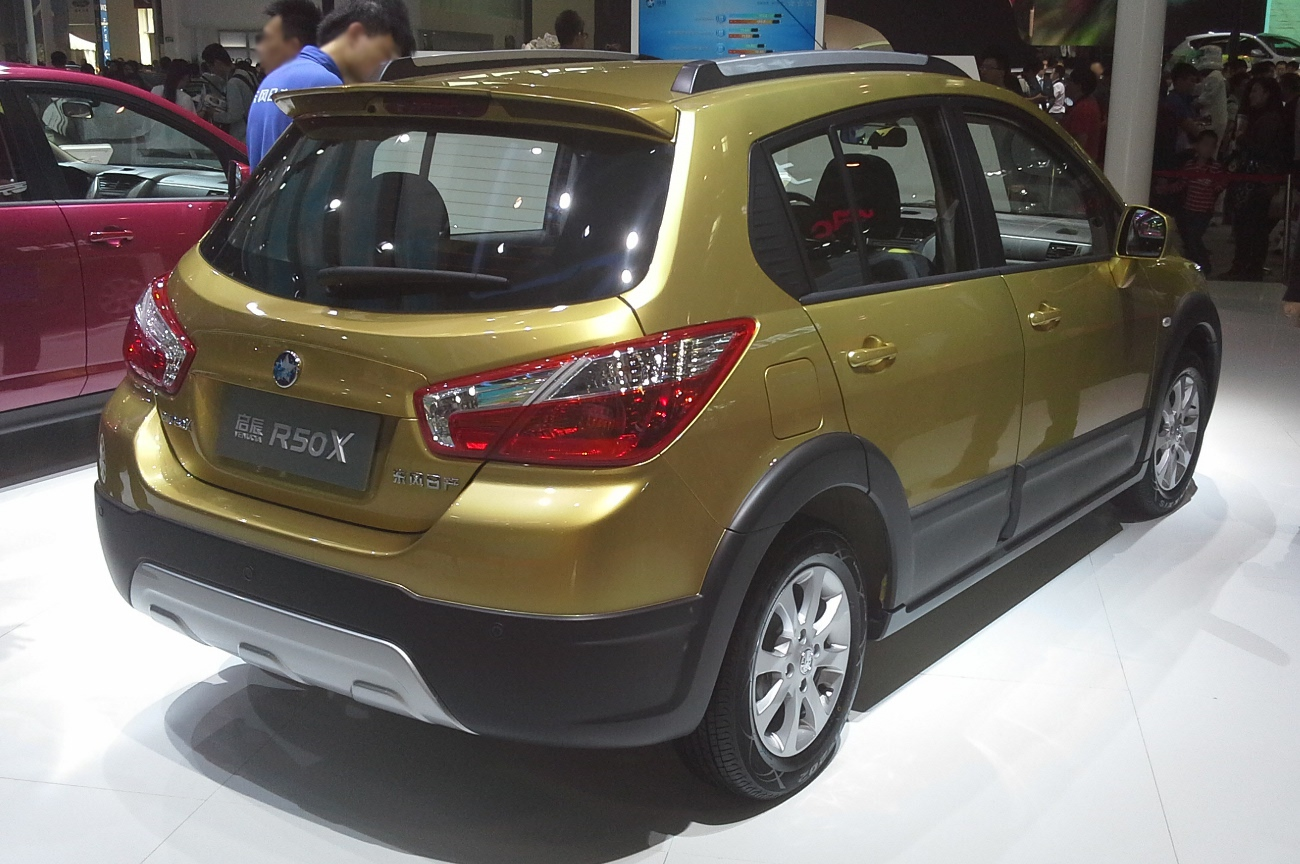